# Битка за Мемел
Битката за Мемел, Обсадата на Мемел или Мемелската операция е част от сраженията, водени от Съветския съюз при напредването си към Западна Европа. Битката трае три месеца – главна офанзива и обсада на град Мемел (днес Клайпеда). Превземането на крепостта се осъществява в началото на 1945 г.

## Предистория
Съветската победа в операция „Багратион“ разбива Група армии „Център“ и осигурява оттеглянето на Нацистка Германия от Прибалтика. През август и септември 1944 г. серията от контраатаки – Операция Допелкоф – успяват да спрат напредъка на Съветската армия и да поддържат връзката между група армии „Център“ и група армии „Север“, поради това Ставката решава да нападне 3-та танкова армия при Мемел (дн. Клайпеда), за да раздели връзките между двете групи армии.

## Планиране
Иван Баграмян планира да осъществи главната атака на 19 километра от Шауляй. Половината от общите сили, с които Баграмян разполага, са съсредоточени на тази позиция със специално оборудване за прикритие, опитвайки се да убедят немското командване, че основните сили са близо до Рига.

## Сили на участниците

### Нацистка Германия
- 3-ти танкова армия (командвана от генерал Ерхард Раус)
  - XXVIII корпус (генерал Ханс Голник)
  - XXXX корпус (генерал Сиефринд Хенрич)

### Червена армия
- Първи Балтийски фронт (генерал Иван Баграмян)
  - 5-а гвардейска танкова армия (генерал Василий Волски)
  - 33-та армия (генерал-лейтенант Вячеслав Цветаев)
  - 43-та армия (генерал-лейтенант Афанасий Белодородов)
  - 51-ва армия (генерал-лейтенант Яков Крейзер)
  - 4-та Ударна армия (генерал-лейтенант Пьотър Малишев)
  - 6-а гвардейска армия (генерал-лейтенант Иван Чистяков)

## Настъпление
На 5 октомври Баграмян започва настъплението срещу 3-та танкова армия на Раус на почти 100-километров фронт, концентрирайки повечето си сили срещу относително слабата 551-ва фолксгренадирска дивизия. Последната рухва още на първия ден и е постигнат съветски пробив от 16 km навътре. След това Баграмян ангажира 5-а гвардейска танкова армия на Волски в пробива, като се прицелва в брега северно от Мемел. Към 7 октомври е постигнат общ разпад на позициите на немската 3-та танкова армия и допълнително проникване от юг от 43-та армия на Белобородов. За два дни тя достига брега южно от Мемел, докато Волски обгражда града от север. На юг, северният фланг на 3-ти беларуски фронт на Черняховски напредва към Тилзит. Щаб-квартирата на 3-та танкова армия е опустошена от 5-а гвардейска танкова армия и се налага Раус и щабът му да си пробиват път с бой до Мемел.
Командирът на съседната група армии, Фердинанд Шьорнер, сигналира на 9 октомври, че ще започне атака, за да облекчи Мемел, ако могат да се осигурят войски чрез евакуацията на Рига. Решението по този въпрос е забавено, но Кригсмарине успяват да изтеглят по-голямата част от гарнизона и някои цивилни от пристанището междувременно.
Успехът на операцията в северния сектор дава кураж на съветското командване да упълномощи 3-ти беларуски фронт да направи опит за пробиване в главния район на Източна Прусия. Тази офанзива, наречена Гумбиненска операция, среща изключително ожесточена немска съпротива и възпряна след няколко дни.

## Обсада
Сриването на Гумбиненската операция означава, че съветските войски (основно от 43-та армия) се устройват с блокада на немските части, които са се изтеглили в Мемел. Немските сили, основно съставени от елементи на дивизия „Велика Германия“, 58-а пехотна дивизия и 7-а танкова дивизия, са силно подкрепяни от тежко укрепените тактически защити, артилерийски огън от корабите (сред които тежкия крайцер Принц Ойген) в Балтийско море и слаба връзка с останалата част от Източна Прусия, благодарение на Курската коса.
Блокадата продължава през ноември, декември и голяма част от януари, през който период останалите цивилни в града и ранените военни са биват евакуирани по море. През това време дивизия „Велика Германия“ и 7-а танкова дивизия се оттеглят, след като претъпяват тежки загуби, и са заменени от 95-а пехотна дивизия, пристигналата по море.
Градът е изоставен напълно на 27 януари 1945 г. Успехът на Източнопруската операция на юг прави позицията на мостовете невъзможна за удържане и е решено 28-и корпус да бъде изтеглен от града към Самбийския полуостров, за да помага на защитата там. Останалите войски от 95-а и 58-а пехотни дивизии са евакуирани на Курската дъга, където 58-а играе ролята на ариергард за отстъплението. Последните организирани немски единици напускат в 4 часа сутринта на 28 януари, а съветските едини завземат пристанището след няколко часа.

## Последици
Мемел, част от Литва в периода 1923 – 1939 г., е превзет от Нацистка Германия, но след съветската победа градът преминава към Литовската съветска социалистическа република, част от СССР. През 1947 г. градът е преименуван от Мемел на Клайпеда.